# Staatsrat (Portugal)
Der Staatsrat von Portugal (portugiesisch Conselho do Estado) ist ein Gremium das den Präsidenten berät und sich aus dem Parlamentspräsidenten, dem Premierminister, dem Präsidenten des Verfassungsgerichts, dem Ombudsmann, den regionalen Präsidenten von Madeira und den Azoren, sowie fünf vom Staatspräsidenten und fünf vom Parlament ausgewählten Personen (Staatsräten), in der Regel frühere Staatspräsidenten, zusammensetzt. Der Staatspräsident führt den Vorsitz.

## Historie
Der Conselho do Estado wurde 1845 eingerichtet. Eigentlich wurde er geschaffen, um immer nur dann vom Staatspräsidenten einberufen zu werden, wenn Portugal sich im Krieg befindet, er das Parlament oder die Regierung auflösen will. Aber der Staatspräsident kann den Staatsrat auch dann einberufen, wenn er den Wunsch hegt, die überparteiliche Meinung des Rates über wichtige Fragen die das Land betreffen zu erfahren.
Heute besteht das Gremium aus 21 Personen. Sein Sitz ist in der Rua Prof. Gomes Teixeira in der Freguesia Santo Condestável in Lissabon.